# AB Aerotransport
AB Aerotransport – lokalne szwedzkie linie lotnicze, istniejące w latach 1924–1946/1951.

## Historia
Przedsiębiorstwo AB Aerotransport (ABA) zostało utworzone przez szwedzkich braci Carla i Adriana Flormana w 1924. W pierwszych latach swego istnienia ściśle współpracowało z niemiecką wytwórnią lotniczą Junkers. Dzięki temu powstała szwedzka filia Junkersa – AB Flygindustri.
Pierwsze loty odbywały się między Sztokholmem a Helsinkami z użyciem samolotów Junkers F 13. W 1925 rozpoczęto loty pasażerskie między Sztokholmem a Berlinem w kooperacji z Lufthansą oraz loty pocztowe na linii Sztokholm – Malmö – Amsterdam – Londyn. Na przełomie lat 20. i 30. korzystano z junkersów, montowanych w Szwecji w siostrzanej firmie AB Flygindustri. Na dalsze trasy używano fokkerów, a w 1937 zakupiono drugi w Europie (po KLM) samolot Douglas DC-3 „Dakota”. W 1939 rozpoczęto kooperację w ramach Swedish Air Lines. Loty cywilne kontynuowano także w czasie II wojny światowej.
W latach 1946–1951 ABA połączyło się z przedsiębiorstwami z Danii – Det Danske Luftfartselskab A/S (DDL), Norwegii – Det Norske Luftfartselskap A/S (DNL – Norwegian Air Lines), Szwecji – Svensk Interkontinental Lufttrafik (SILA) w koncern SAS Group.